# شيدان (سروستان)
شیدان (بالفارسية: شیدان) هي قرية تقع في إيران في Sarvestan Rural District. يقدر عدد سكانها بـ 324 نسمة بحسب إحصاء 2016.